# Barania Góra
Barania Góra – kopulasty szczyt o wysokości 1215 m w południowo-wschodniej części Beskidu Śląskiego, drugi (po Skrzycznem) pod względem wysokości szczyt tego pasma. Podawana najczęściej w literaturze wysokość 1220 m (1219,8±0,1 m w układzie wysokościowym PL-EVRF2007-NH) odnosi się do punktu osnowy geodezyjnej umiejscowionego 4,92 m nad poziomem gruntu, na stojącym na wierzchołku obelisku betonowym.

## Położenie
Góra leży w województwie śląskim na granicy powiatów cieszyńskiego i żywieckiego (Śląska Cieszyńskiego i małopolskiej Żywiecczyzny). Na szczycie zbiega się granica 2 miejscowości: Wisła i Kamesznica.
Zachodnie stoki Baraniej Góry są obszarem źródliskowym Wisły: tam wypływają dwa z trzech potoków źródłowych Wisły (Biała i Czarna Wisełka) – teren źródlisk jest chronionym obszarem. Trzecim potokiem źródłowym jest Malinka, której źródła są łatwo dostępne do zwiedzania na zboczu Malinowskiej Skały (dojście nieznakowaną szeroką ścieżką spod Białego Krzyża na Salmopolu). Zbocza porośnięte lasami jodłowo-bukowymi z domieszką jesionów, jaworów i świerków; stanowiska sztucznie wprowadzonych limb i kosodrzewiny. Występują wychodnie gruboławicowego piaskowca istebniańskiego.
Rezerwat przyrody „Barania Góra” o powierzchni 386 ha obejmuje szczytowe partie góry wraz z obszarem źródliskowym Wisły. Ponadto ochronie w ramach rezerwatu przyrody „Wisła” podlegają cieki wodne Czarnej Wisełki, Białej Wisełki i Malinki (ochrona pstrąga potokowego).
Z rzadkich w Polsce roślin występuje tocja karpacka i tojad morawski, a także wierzbownica zwieszona (częsta w Sudetach, rzadka w Karpatach).

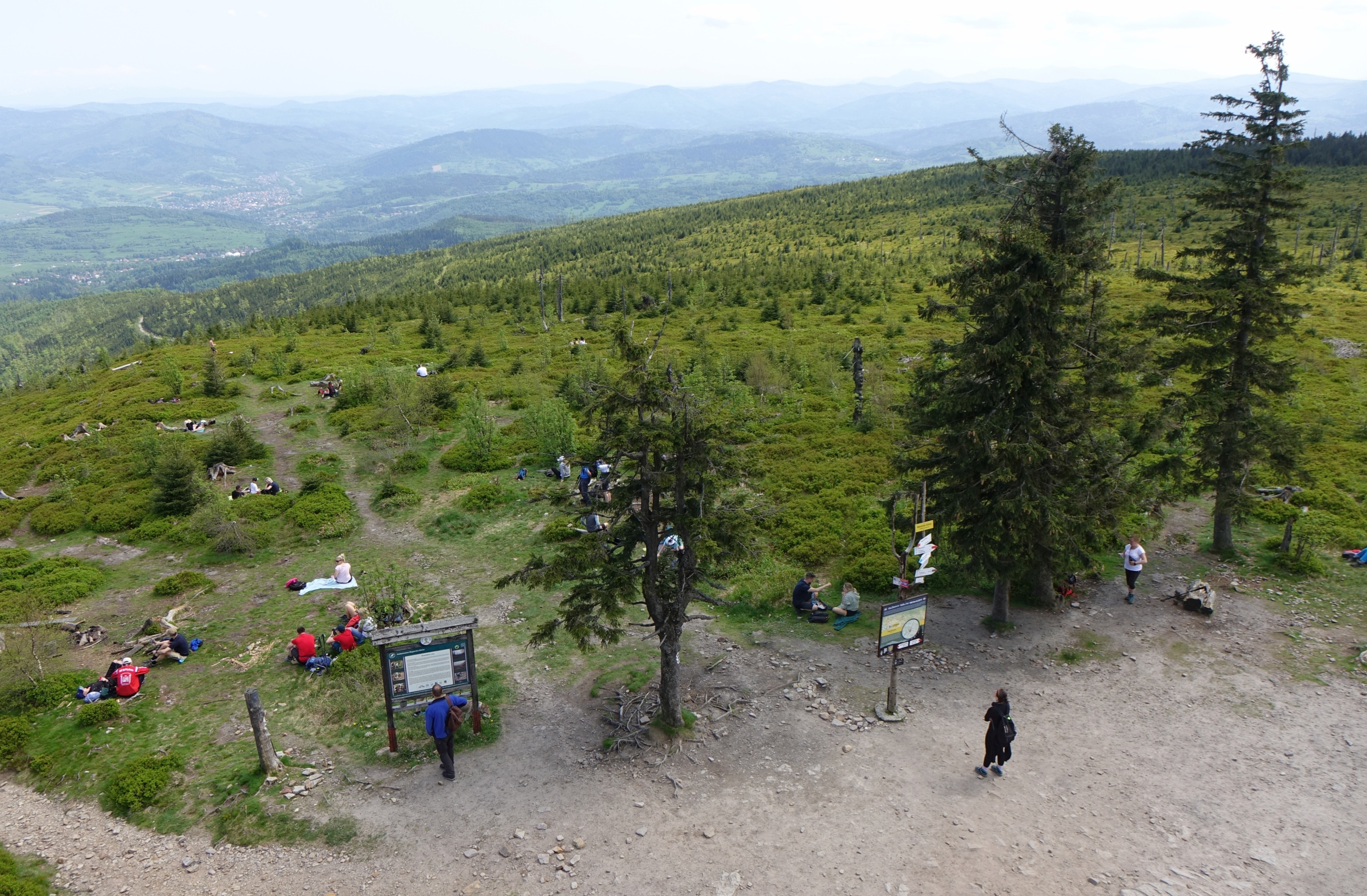
Platforma szczytowa
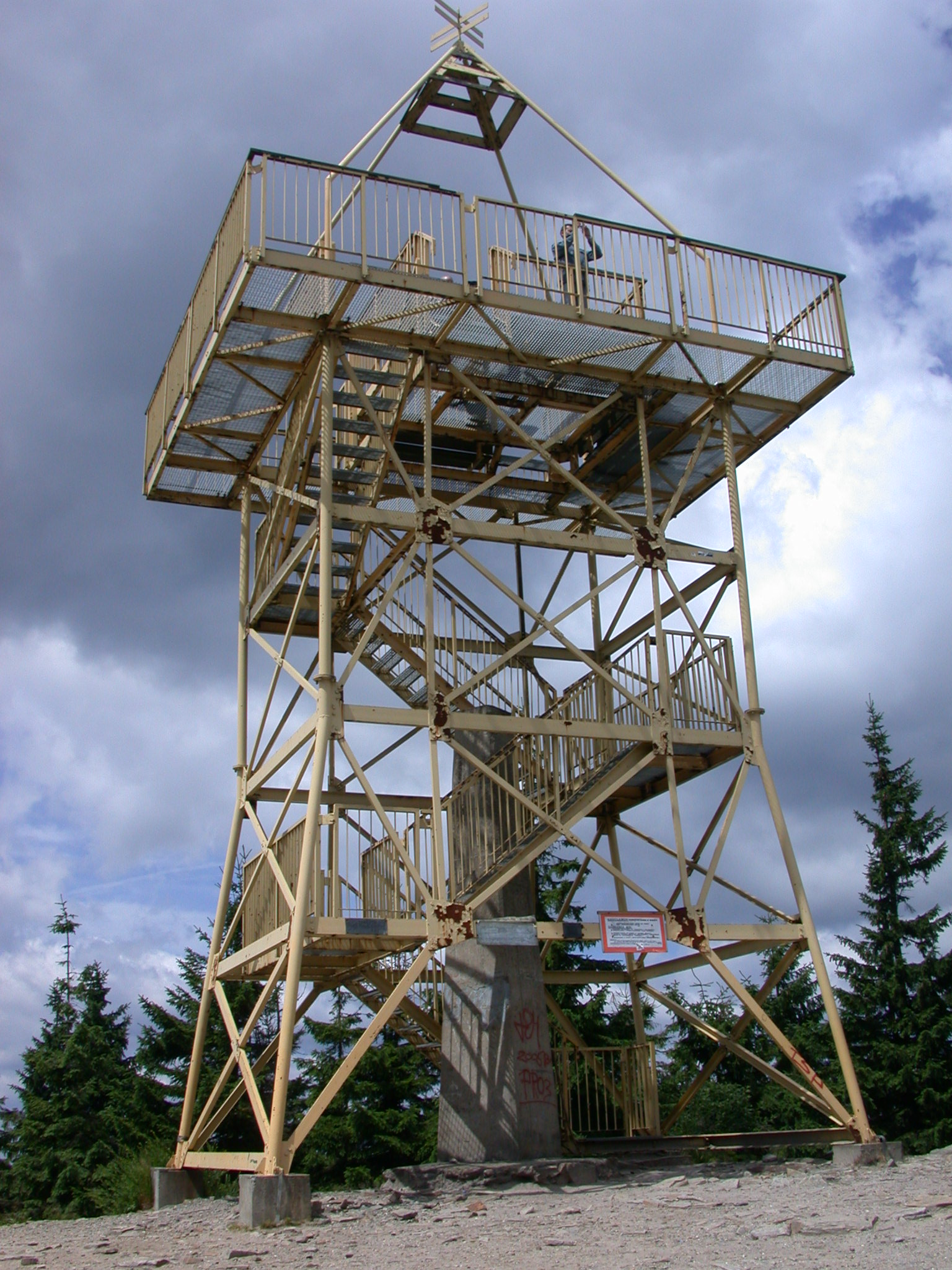
Wieża widokowa
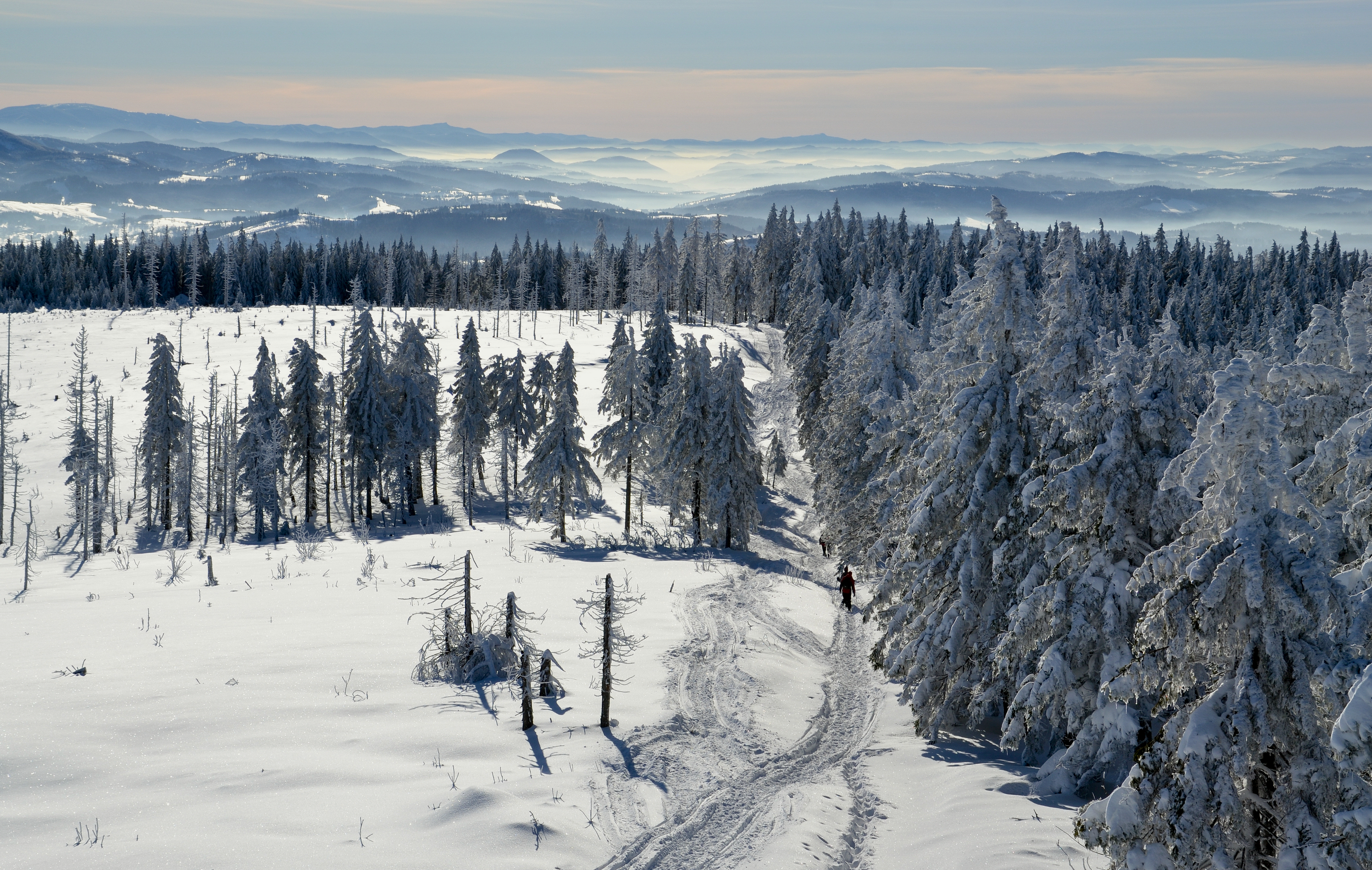
Widok z wieży widokowej
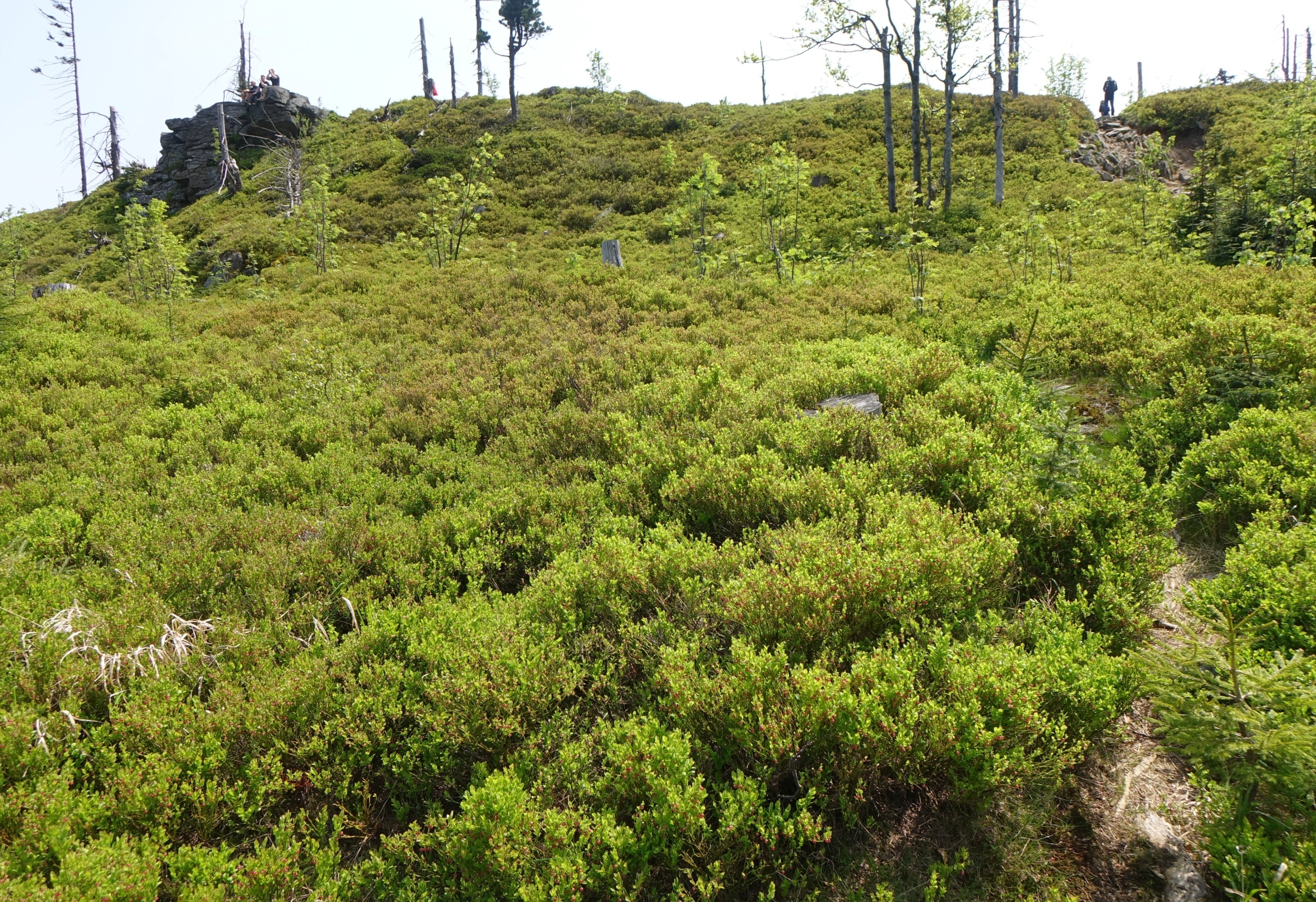
Skałki pod szczytem
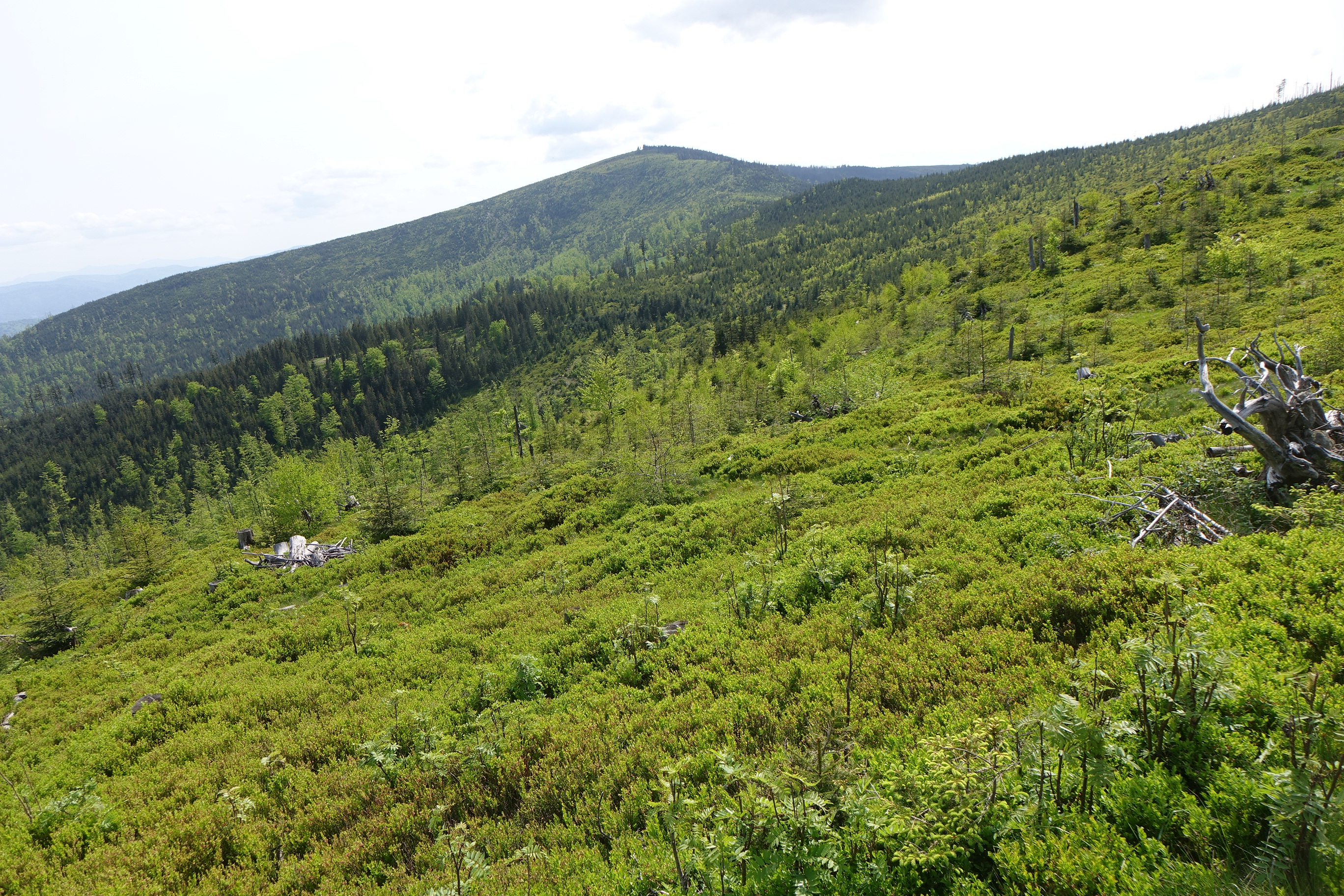
Barania Góra z Magurki Radziechowskiej

## Turystyka
Węzeł szlaków turystycznych prowadzących m.in. na Skrzyczne, Malinowską Skałę, Przełęcz Salmopolską, do Wisły Czarne i Węgierskiej Górki. Przez szczyt przebiega Główny Szlak Beskidzki.
Barania Góra – zwłaszcza obecnie (2 dekada XXI w.), gdy znaczne połacie lasów świerkowych na jej wschodnich i południowych stokach padły ofiarą wiatrołomów, kornika i idących za tym cięć sanitarnych – jest doskonałym punktem widokowym. Dodatkowo na jej szczycie znajduje się ogólnodostępna, stalowa wieża widokowa, oferując panoramę gór trzech państw: Polski, Czech i Słowacji. Widok z niej obejmuje: Beskid Śląski, Beskid Mały, Beskid Makowski, Beskid Żywiecki z Babią Górą, Tatry, Góry Choczańskie, Małą Fatrę, Góry Strażowskie, Jaworniki i Beskid Morawsko-Śląski, a przy szczególnie dobrej widoczności nawet Jesioniki należące już do Sudetów.
Ze względu na pogarszający się stan techniczny z dniem 26 kwietnia 2024 r. wstęp na wieżę widokową został zamknięty. Po pracach renowacyjnych została ona ponownie otwarta dla turystów 12 września 2024r.
Na polanie Przysłop pod Baranią Górą (900 m n.p.m.) znajduje się schronisko PTTK Przysłop pod Baranią Górą, które w latach 1925–1979 działało w drewnianym pałacyku myśliwskim Habsburgów, a od 1979 funkcjonuje w murowanym, trzypiętrowym budynku.

### Szlaki piesze
Ze schroniska na Przysłopie – 1 h, z powrotem 45 min,
  z Kamesznicy – 3 h, z powrotem 2:45 h,
 z Przełęczy Kubalonka przez Stecówkę – 3 h, z powrotem 2:45 h,
 z Węgierskiej Górki – 4:30 h, z powrotem 3:45 h,
 ze Skrzycznego – 3:30 h, z powrotem 3:30 h,
 z Wisły Czarne doliną Białej Wisełki – 2:30 h, z powrotem 2 h,
  ze Zwardonia – 6 h (szlak niebieski do schroniska, później czerwony),
  z Wisły Czarne doliną Czarnej Wisełki 2:30 h, z powrotem 2 h (szlak czarny do schroniska, później czerwony).

### Schroniska turystyczne
- Schronisko PTTK Przysłop pod Baranią Górą
- Chatka AKT na Pietraszonce

### Inne
- Ścieżka przyrodnicza w dolinie Czarnej Wisełki i Białej Wisełki
- wieża widokowa na Baraniej Górze
- wyciąg narciarski
- trasy narciarskie
- rezerwat przyrody „Barania Góra”[4].